# بين عالمين: الهروب من الطغيان، العيش في ظل صدام حسين (كتاب)
بين عالمين: الهروب من الطغيان، العيش في ظل صدام حسين هو كتاب صدر عام 2005 بقلم زينب سلبي.
يوثق الكتاب طفولة زينب سلبي في بغداد بالعراق حيث كان والدها طيارًا خاصًا للرئيس صدام حسين. أُشيد بالكتاب على نطاق واسع لإعطائه القراء نظرة ثاقبة عن شخصية صدام حسين.

## النشر
نُشر الكتاب بقلم الكاتبة العراقية الأمريكية زينب سلبي بمساعدة الصحفية لوري بيكلوند عام 2005. يتكون الكتاب من أحد عشر فصلاً و272 صفحة، ونشرته دار جوثام بوكس.

## الملخص
يروي كتاب السيرة الذاتية قصة كيف كان والدا المؤلف متواطئين في اضطهادهم. تدور أحداث الكتاب في بغداد بالعراق ويغطي فترة طفولة زينب سلبي. وعندما تبلغ الكاتبة أحد عشر عامًا، يصبح والدها طيارًا خاصًا لصدام حسين، ويصبح صديقًا للعائلة. تزوجت سلبي في سن التاسعة عشرة من أجل حمايتها من حسين، وذهبت إلى الولايات المتحدة. تبين أن زوجها العراقي الأمريكي كان مسيئًا لها، وهجرته وأسّست منظمة المرأة من أجل المرأة عالميًا. منعها تأثير صدام حسين أيضًا من الحديث عن معاناة الشعب العراقي حتى وهي في الولايات المتحدة.

## الاستقبال النقدي
أشادت مجلة بليشرز ويكلي بالكتاب لإعطائه رؤية دقيقة للدائرة الداخلية لصدام حسين.
وصف صادق الكوريجي في كتابه ليبراري جورنال، ملاحظات الكتاب على شخصية صدام حسين بأنها "مهمة للغاية" ووصف المؤلف صدام حسين بالشخص المؤثر.